# William F. McLaughlin
William F. McLaughlin (* 1932) ist ein ehemaliger ein US-amerikanischer Politiker (Republikaner).

## Karriere
McLaughlin war in St. Clair Shores und Northville in Michigan wohnhaft. Er trat im Jahre 1962 in einem Wahlkreis im Macomb County als Kandidat für die Wahl zum Repräsentantenhaus von Michigan an. Sowohl 1964 in San Francisco als auch 1972 in Miami Beach war er Mitglied der jeweiligen Delegation von Michigan bei der Republican National Convention. Er war stellvertretender Vorsitzender der Republikanischen Partei Michigans 1965 und wurde später zum Vorsitzenden gewählt. Dieses Amt hatte er von 1969 bis 1979 inne.
1976 kritisierte McLaughlin scharf das Werben von Ronald Reagan um die Stimmen auch von Anhängern des konservativen Flügels der Demokraten bei den republikanischen Vorwahlen zur Präsidentschaftswahl. Er warf Reagan, der damals den in Michigan beheimateten Präsidenten Gerald Ford parteiintern herausforderte, vor, mit diesem Vorgehen die Zerstörung des Zweiparteiensystems und der Republikanischen Partei herbeizuführen. Tatsächlich jedoch erwies sich Reagans Strategie letztlich als Grundstein für dessen Wahlsieg vier Jahre später, als er nicht zuletzt mit Hilfe der Reagan Democrats das Weiße Haus für die Republikaner zurückgewinnen konnte, nachdem Ford es 1976 an den Demokraten Jimmy Carter verloren hatte.